# Steel Eel
Steel Eel est un parcours montagnes russes personnalisé construit par D. H. Morgan Manufacturing. D'une hauteur de 46 mètres, Steel Eel sont les plus hautes montagnes russes de SeaWorld San Antonio, et les deuxièmes plus hautes de tous les parcs SeaWorld après Mako à SeaWorld Orlando.